# Llista de peixos de Bèlgica

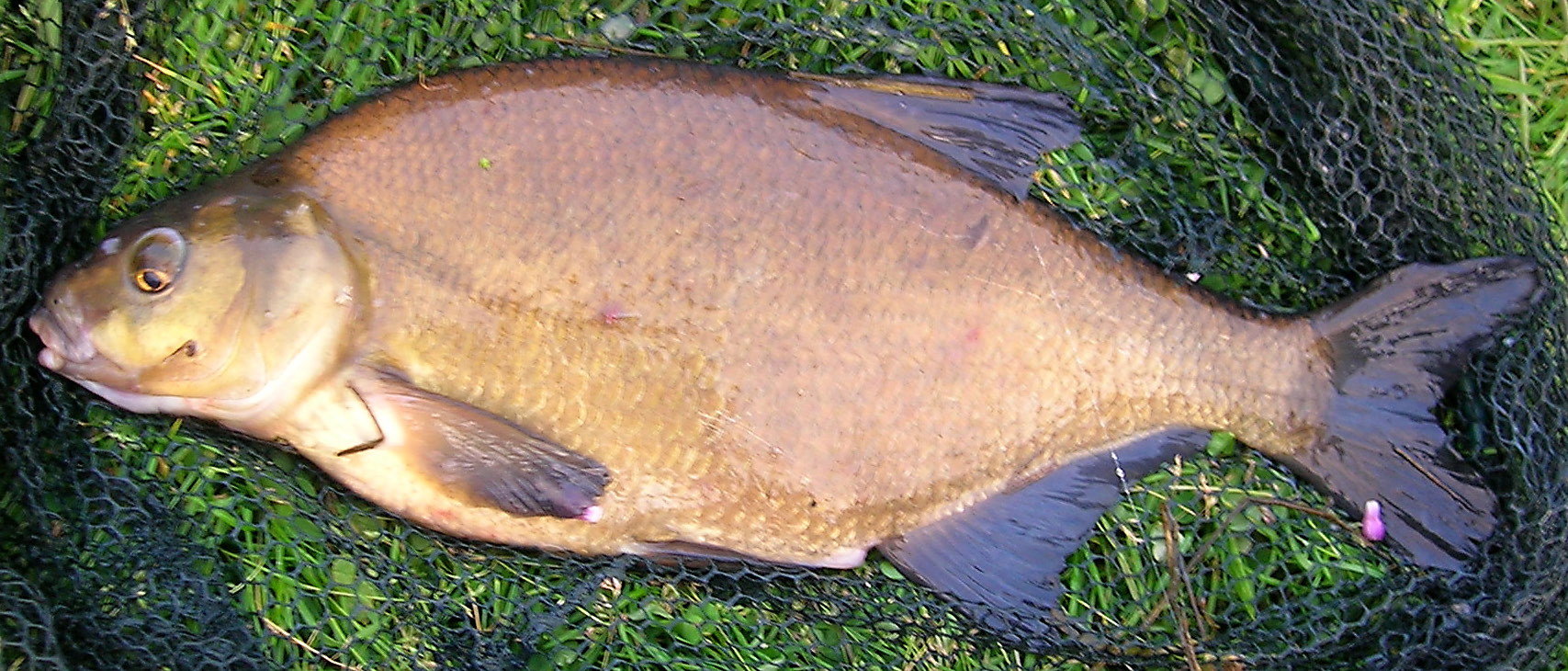
Brema (Abramis brama)

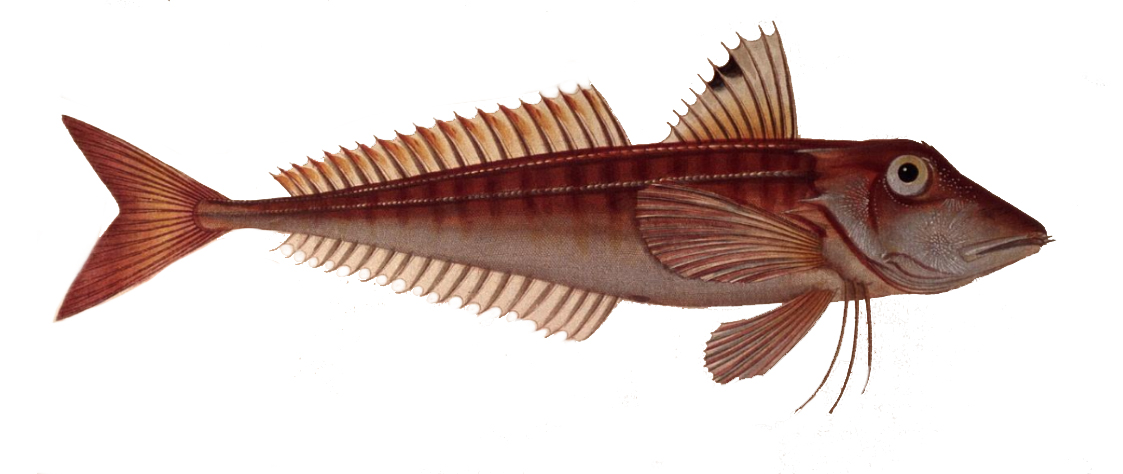
Aspitrigla cuculus

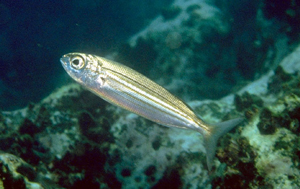
Boga (Boops boops)

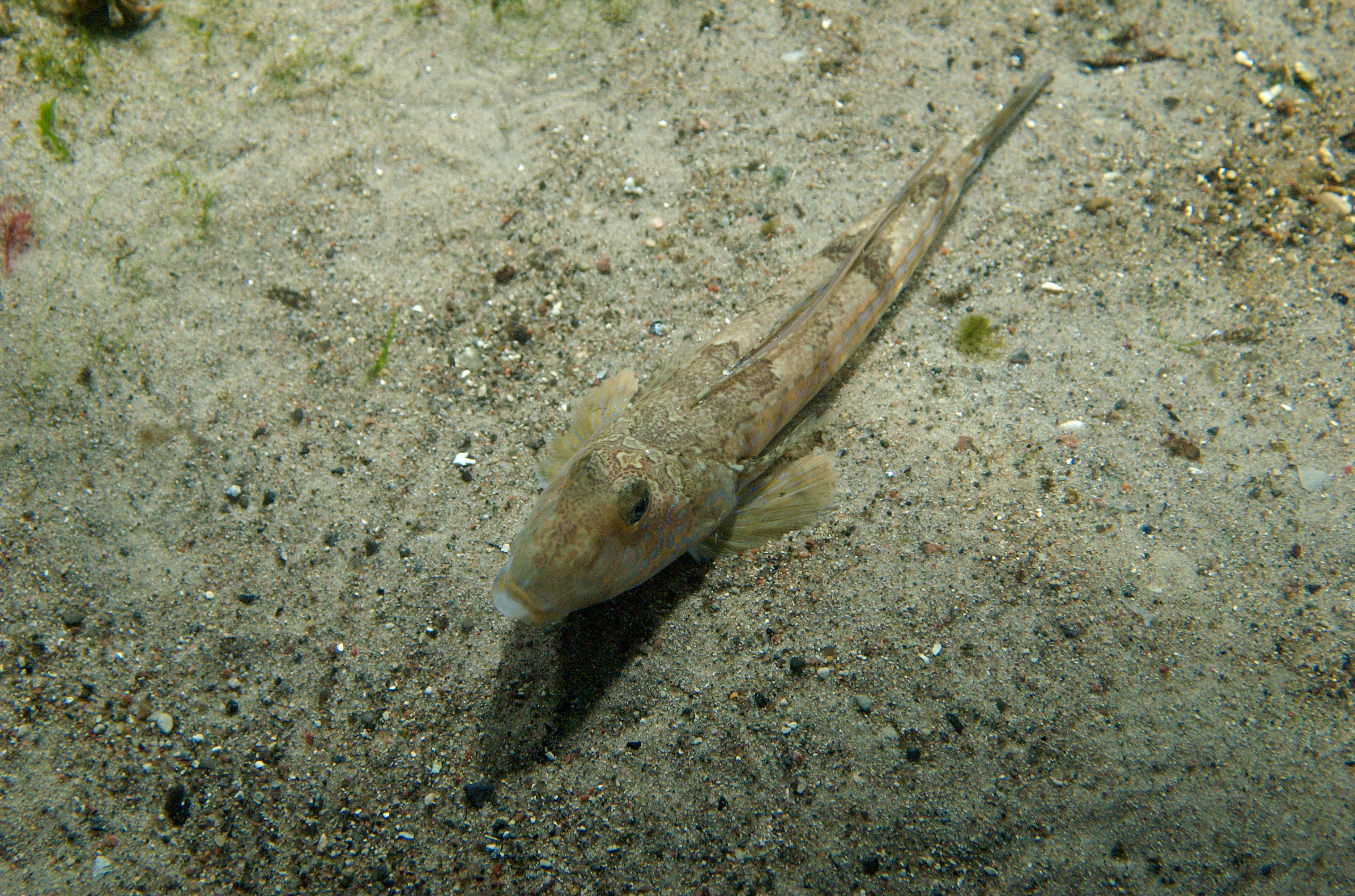
Dragó lira (Callionymus lyra)

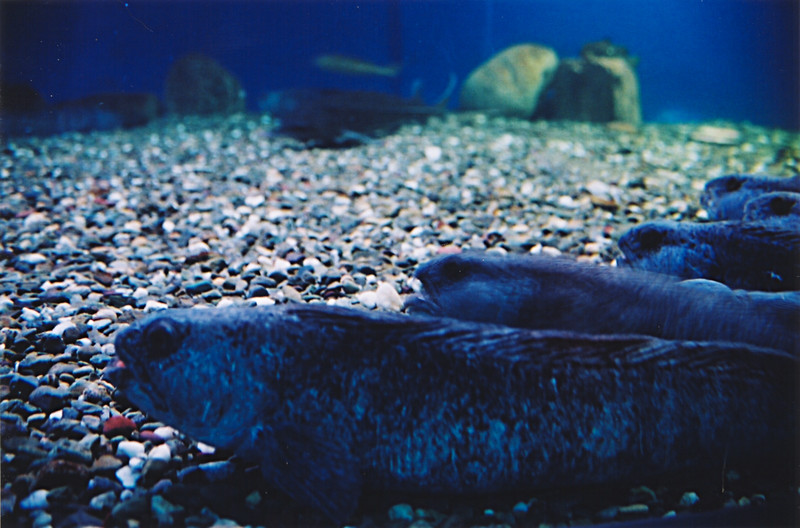
Anarhichas lupus

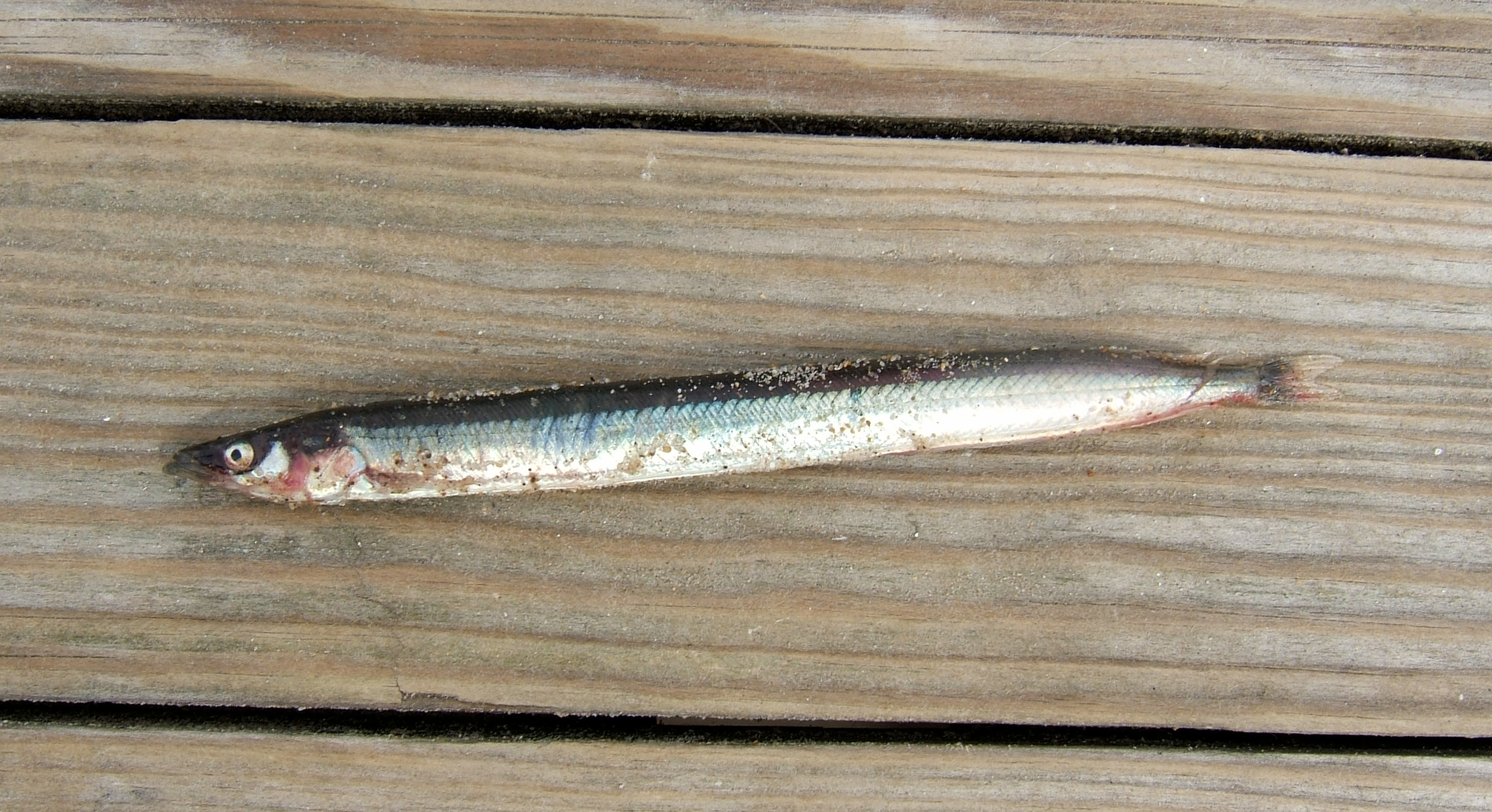
Trencavits (Ammodytes tobianus)

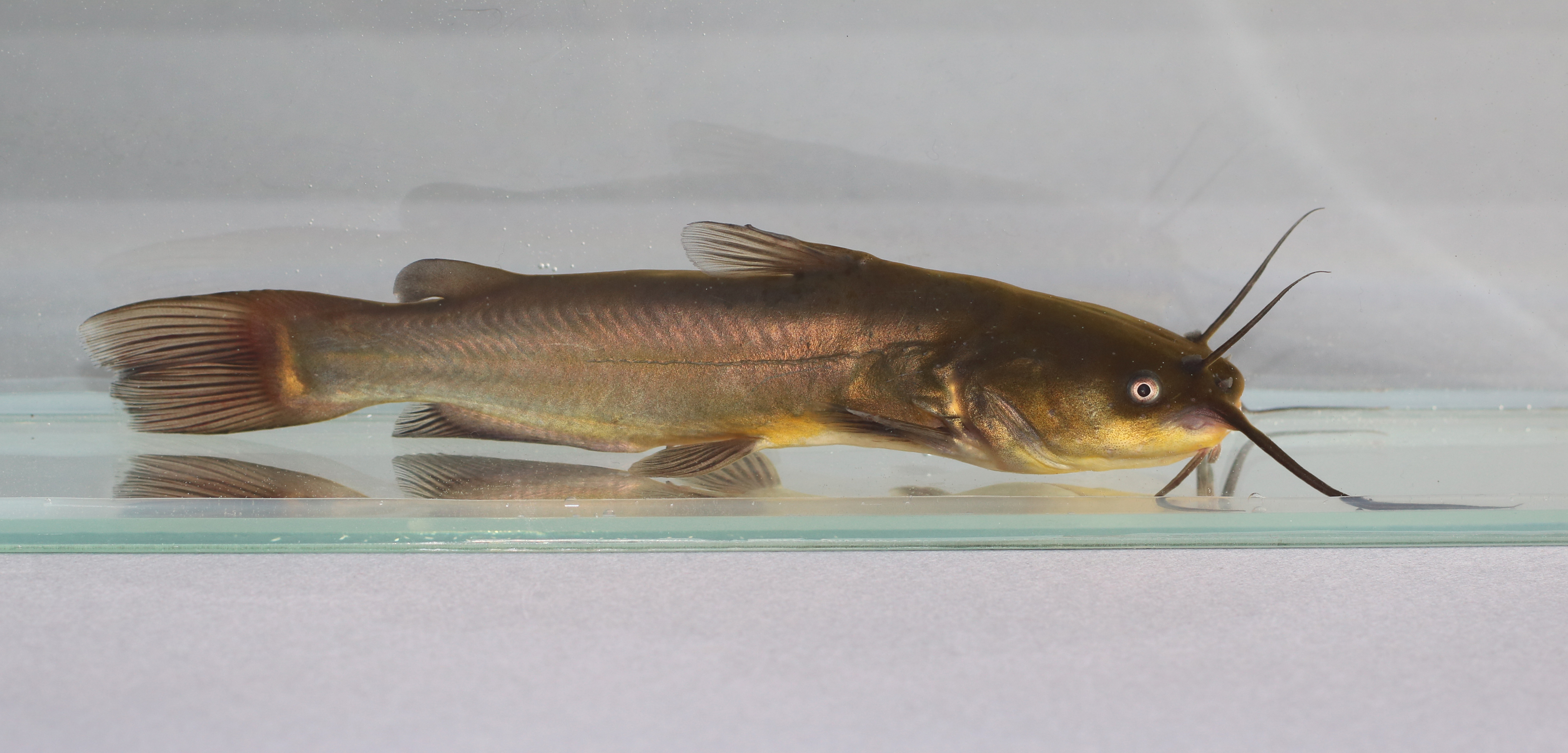
Peix gat negre (Ameiurus melas)

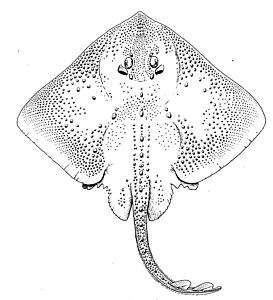
Amblyraja radiata

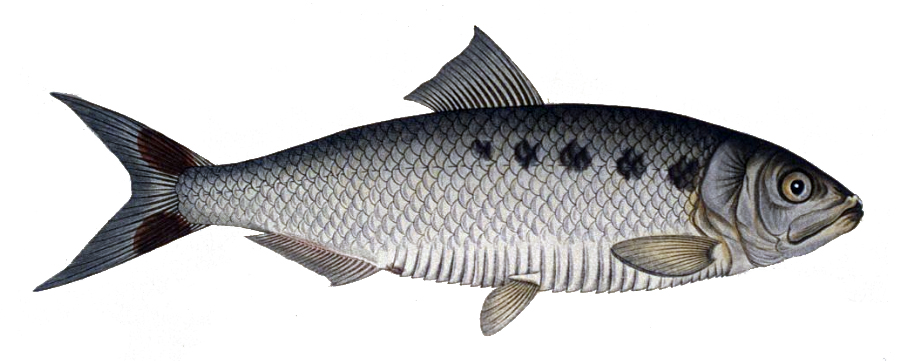
Alosa alosa

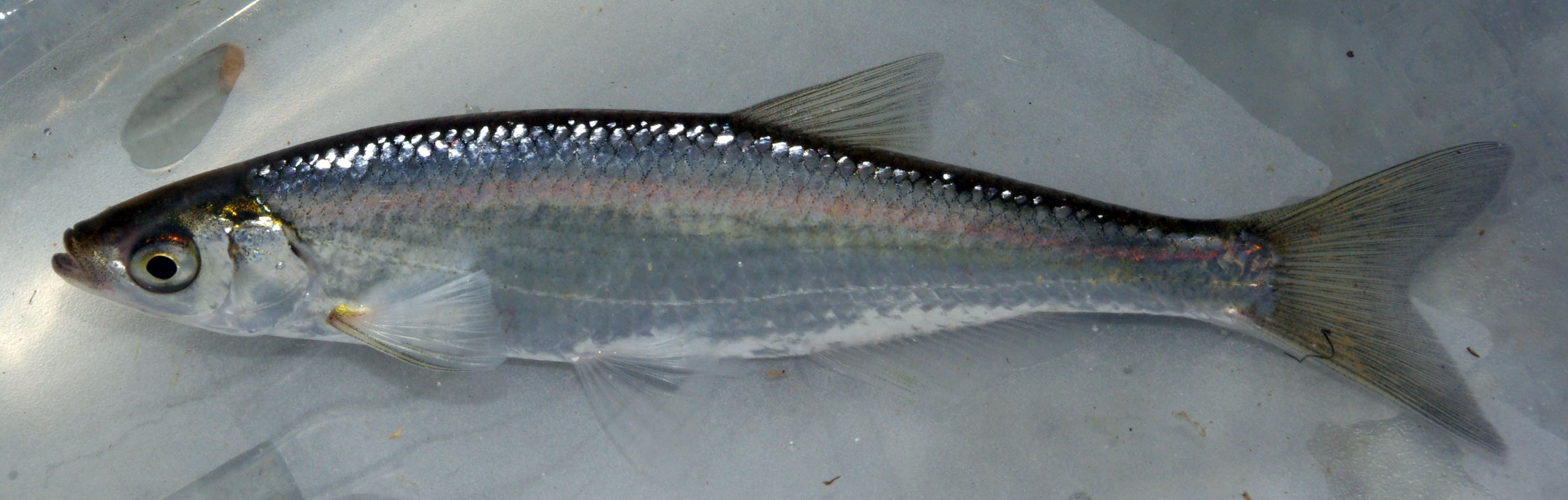
Alburnus alburnus

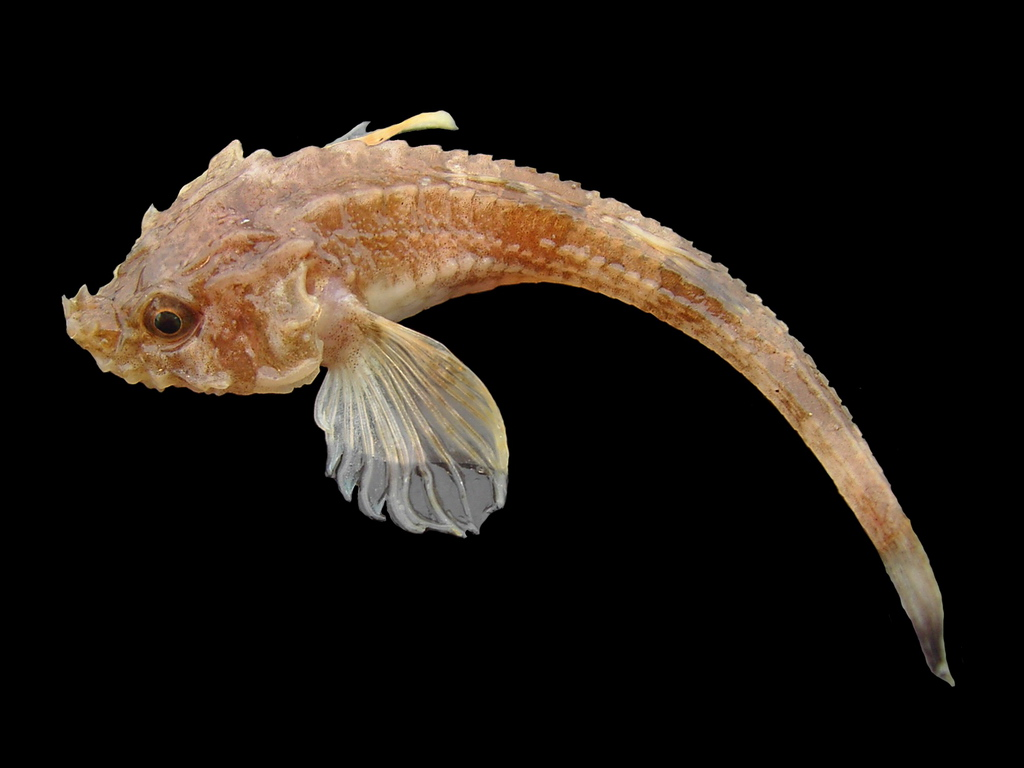
Agonus cataphractus

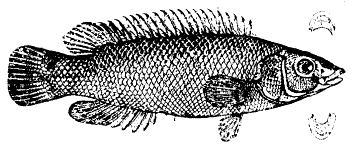
Talla-roques (Acantholabrus palloni)

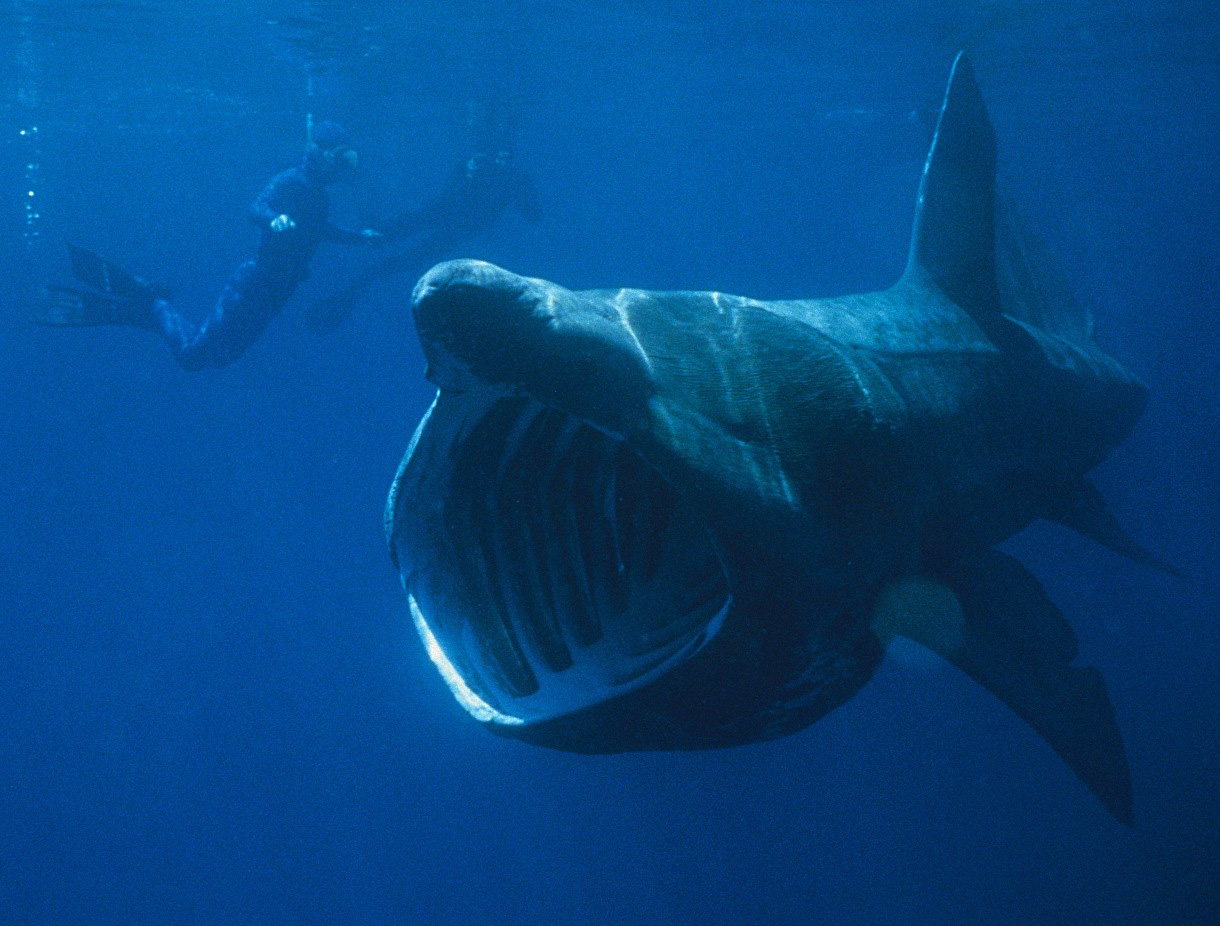
Tauró pelegrí (Cetorhinus maximus)

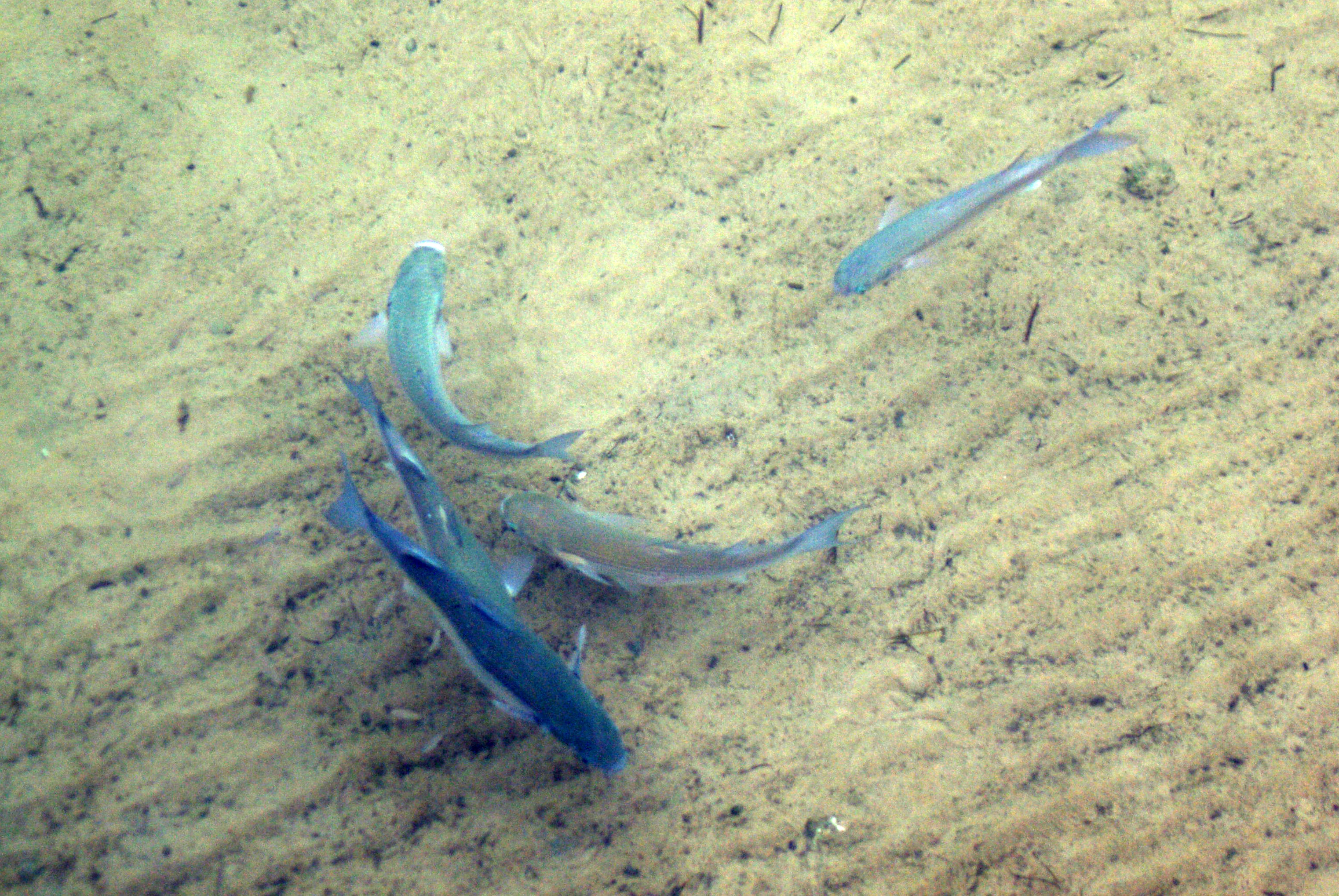
Llissa vera (Chelon labrosus)

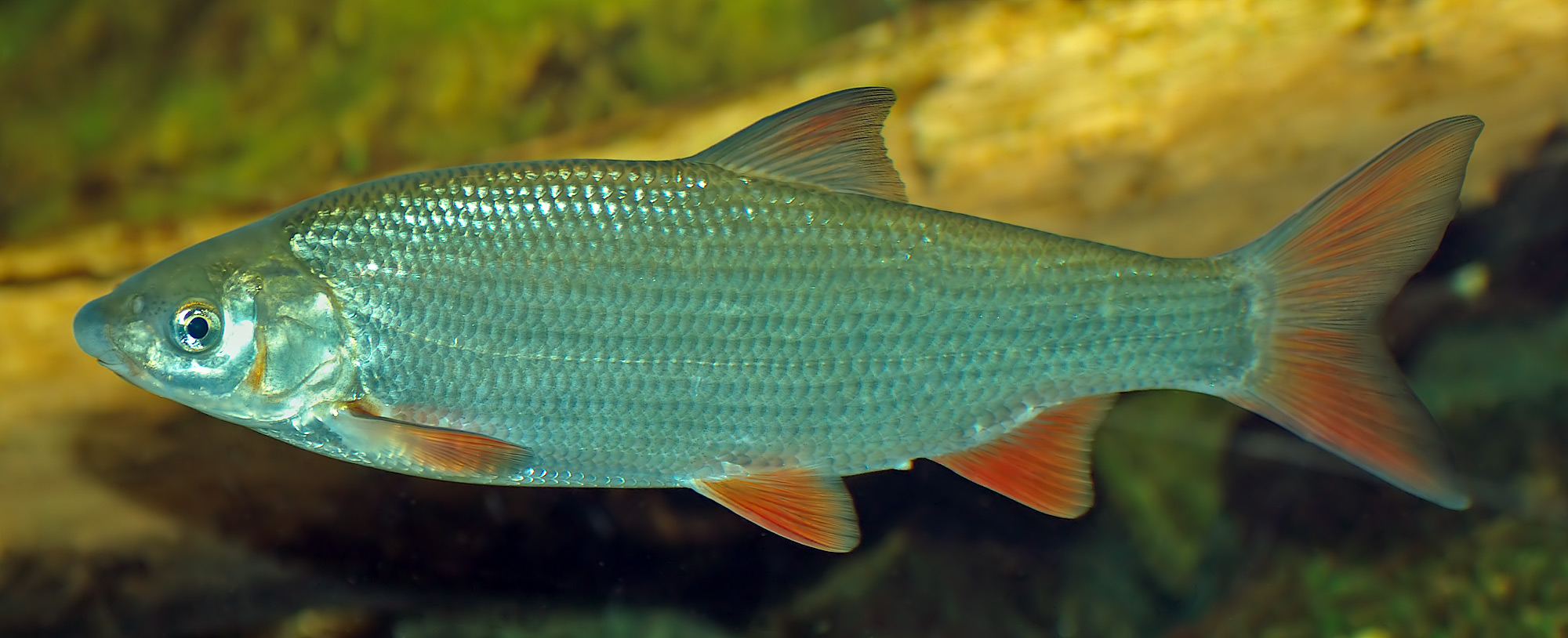
Chondrostoma nasus

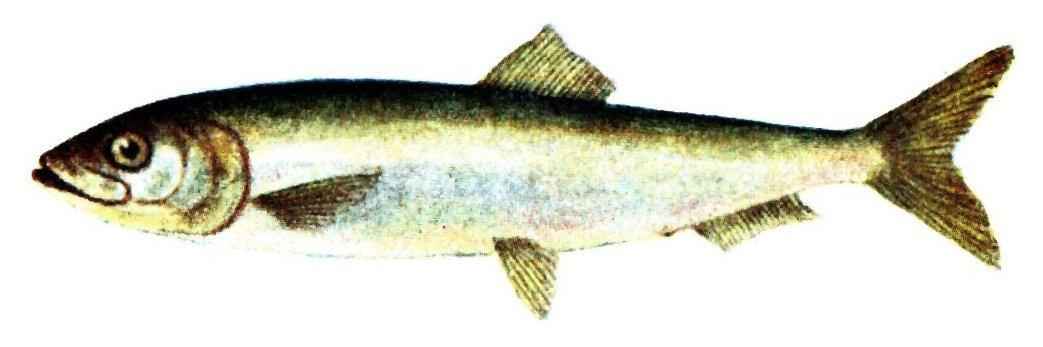
Areng (Clupea harengus)

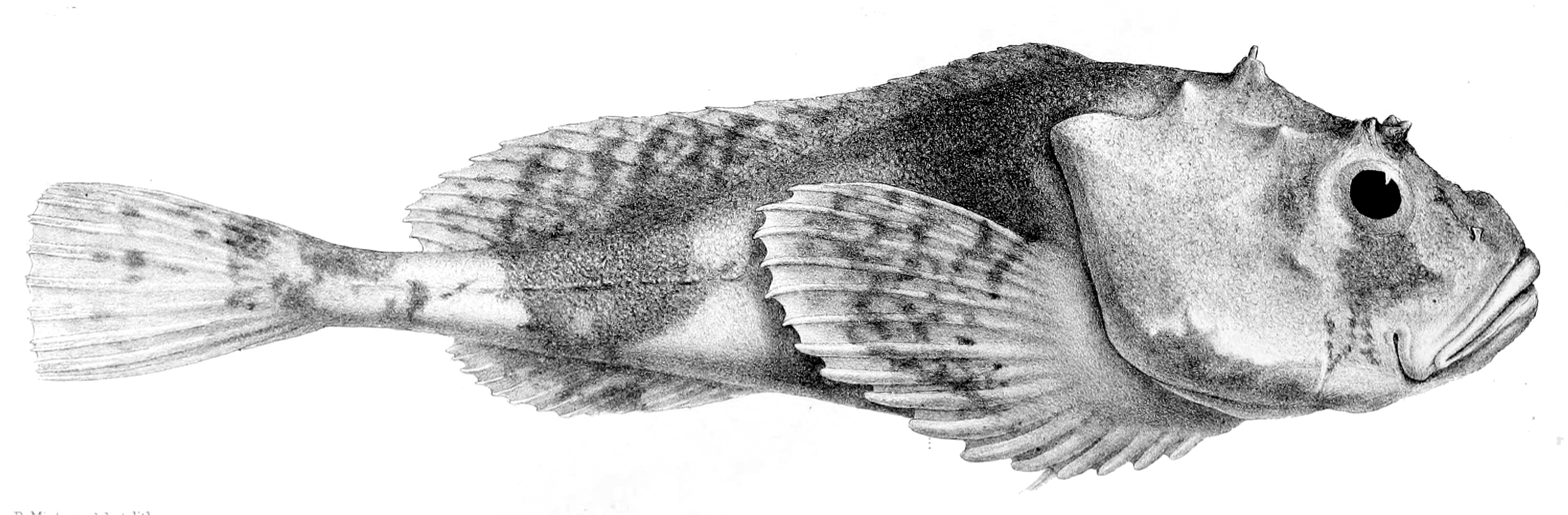
Cottunculus microps

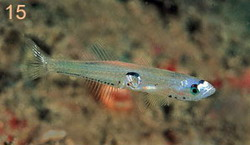
Llengüeta blanca (Crystallogobius linearis)

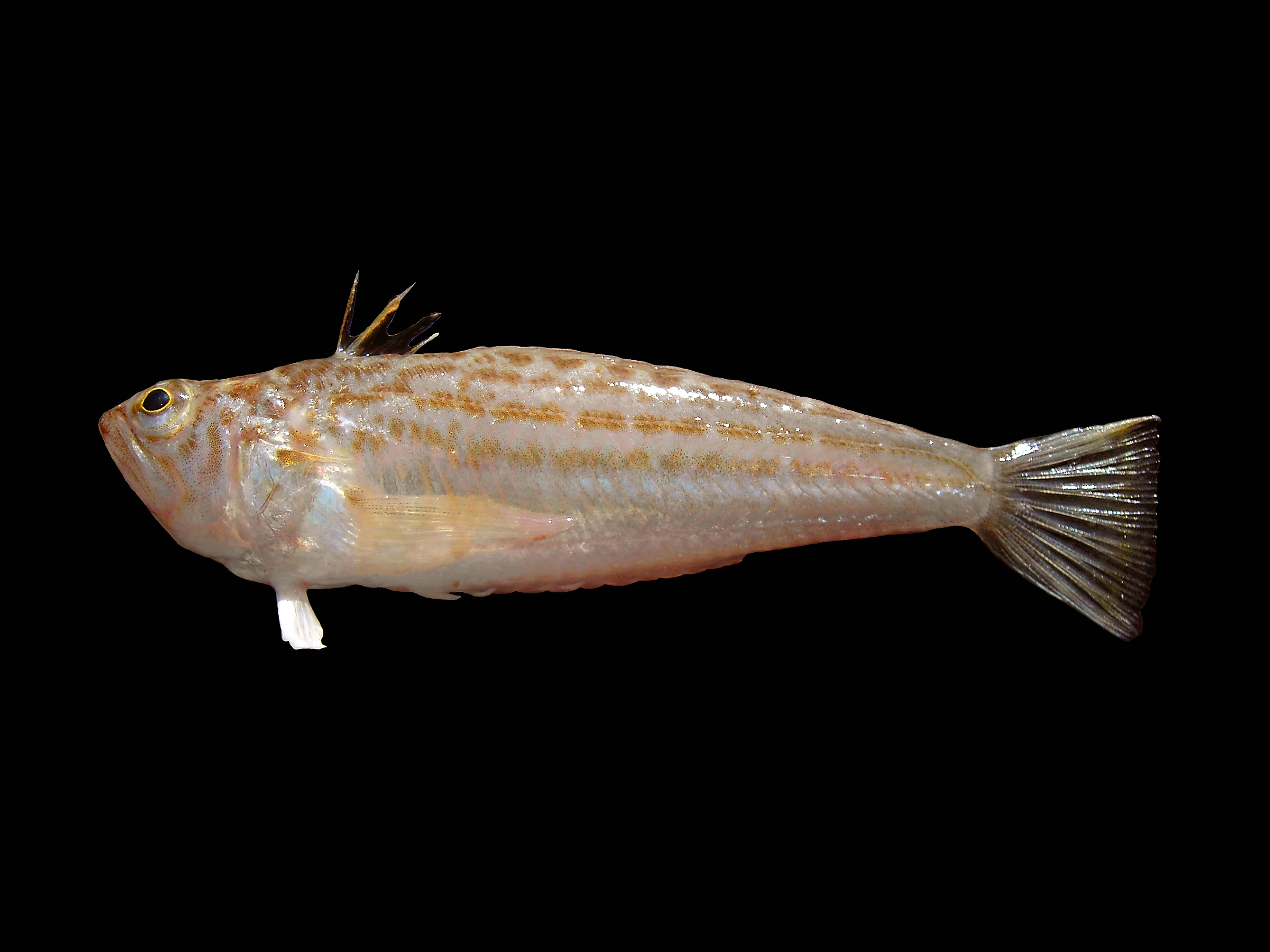
Aranyó (Echiichthys vipera)

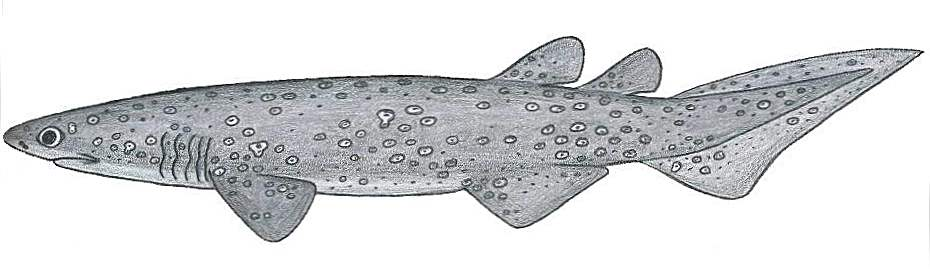
Peix clavellat (Echinorhinus brucus)

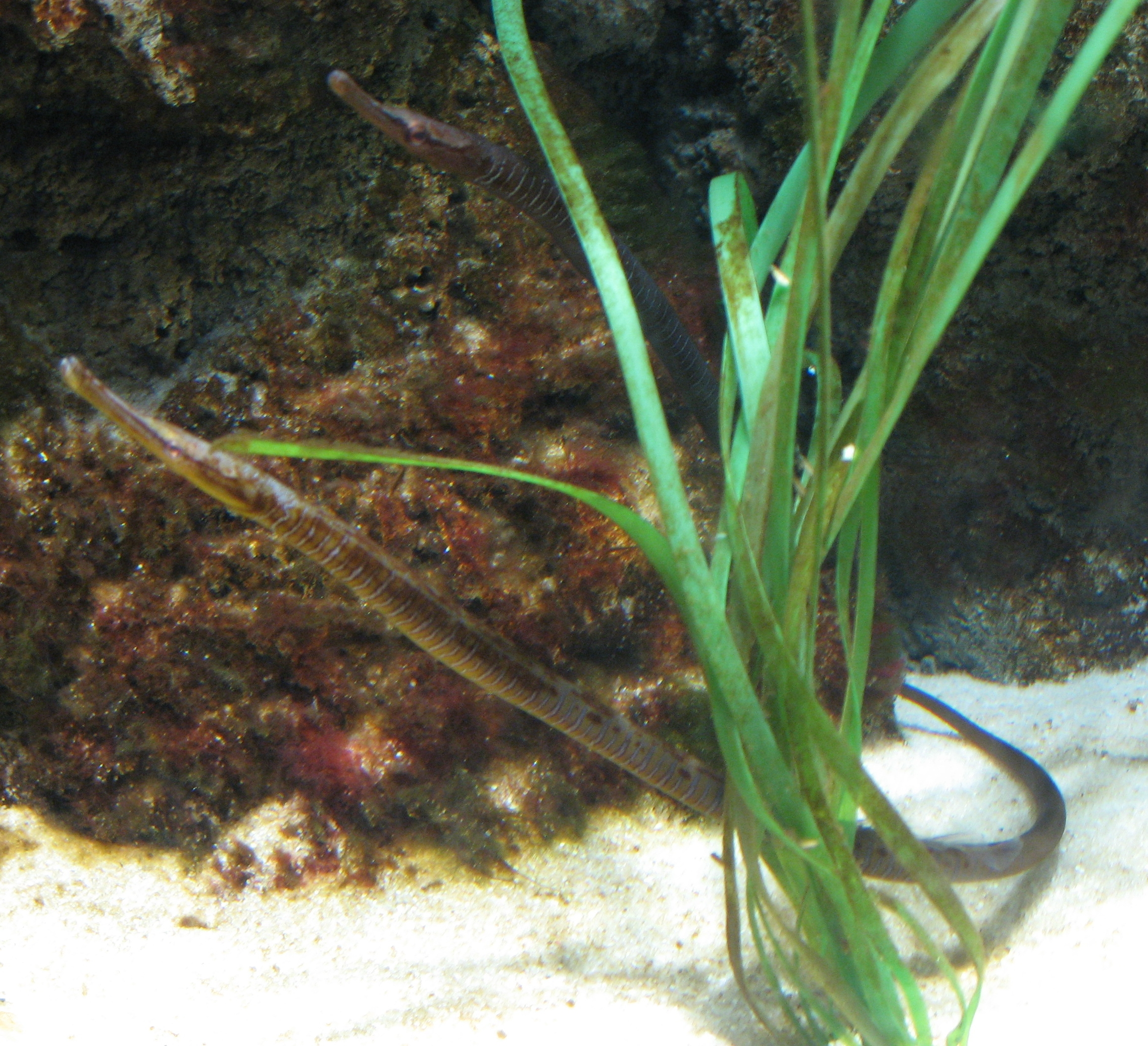
Entelurus aequoreus

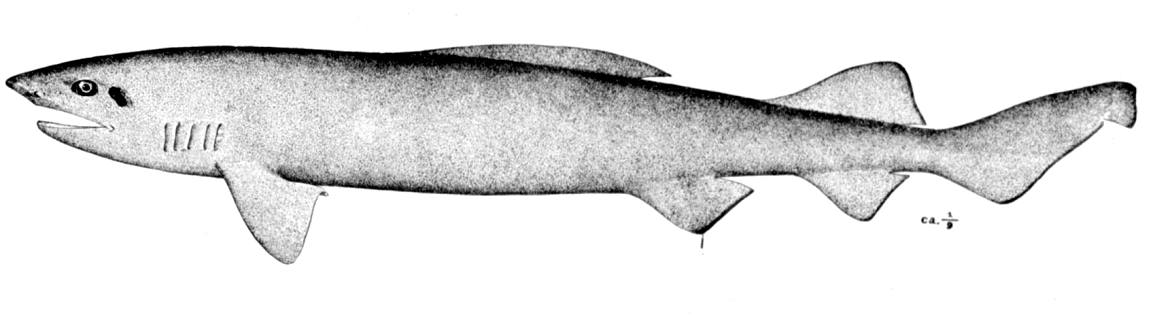
Negret (Etmopterus spinax)

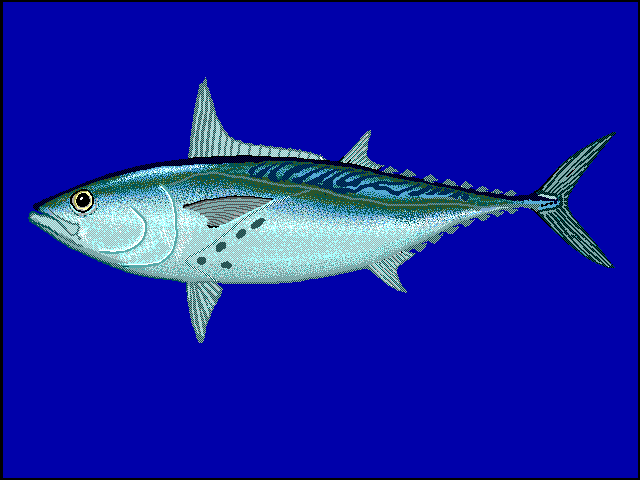
Euthynnus alletteratus

Aquesta llista de peixos de Bèlgica -incompleta- inclou 194 espècies de peixos que es poden trobar a Bèlgica ordenades per l'ordre alfabètic de llur nom científic.

## A
- Abramis brama
- Acantholabrus palloni
- Acipenser sturio
- Agonus cataphractus
- Alburnoides bipunctatus
- Alburnus alburnus
- Alopias vulpinus
- Alosa alosa
- Alosa fallax
- Amblyraja radiata
- Ameiurus melas
- Ameiurus nebulosus
- Ammodytes marinus
- Ammodytes tobianus
- Anarhichas lupus
- Anguilla anguilla
- Aphia minuta
- Argyrosomus regius
- Arnoglossus laterna
- Aspitrigla cuculus
- Aspius aspius
- Atherina presbyter

## B
- Barbatula barbatula
- Barbus barbus
- Belone belone
- Blicca bjoerkna
- Boops boops
- Buglossidium luteum

## C
- Callionymus lyra
- Callionymus maculatus
- Carassius auratus auratus
- Carassius carassius
- Carassius gibelio
- Centrolabrus exoletus
- Cetorhinus maximus
- Chelidonichthys lucerna
- Chelon labrosus
- Chondrostoma nasus
- Ciliata mustela
- Ciliata septentrionalis
- Clupea harengus
- Cobitis taenia
- Conger conger
- Coregonus lavaretus
- Coregonus nasus
- Coregonus oxyrinchus
- Coregonus peled
- Cottunculus microps
- Cottus gobio
- Cottus perifretum
- Crystallogobius linearis
- Ctenolabrus rupestris
- Ctenopharyngodon idella
- Cyclopterus lumpus
- Cyprinus carpio carpio

## D
- Dasyatis pastinaca
- Dicentrarchus labrax
- Dipturus batis

## E
- Echiichthys vipera
- Echinorhinus brucus
- Echiodon drummondii
- Enchelyopus cimbrius
- Engraulis encrasicolus
- Entelurus aequoreus
- Esox lucius
- Etmopterus princeps
- Etmopterus spinax
- Euthynnus alletteratus

## G
- Gadus morhua
- Gaidropsarus vulgaris
- Galeorhinus galeus
- Galeus melastomus
- Gasterosteus aculeatus aculeatus
- Glyptocephalus cynoglossus
- Gobio gobio
- Gobius niger
- Gymnammodytes semisquamatus
- Gymnocephalus cernua

## H
- Hexanchus griseus
- Hippoglossoides platessoides
- Hyperoplus lanceolatus
- Hypophthalmichthys molitrix

## I
- Ictalurus punctatus

## K
- Katsuwonus pelamis

## L
- Labrus bergylta
- Labrus mixtus
- Lamna nasus
- Lampetra fluviatilis
- Lampetra planeri
- Lepomis gibbosus
- Leucaspius delineatus
- Leuciscus idus
- Leuciscus leuciscus
- Leucoraja naevus
- Limanda limanda
- Liparis liparis liparis
- Liparis montagui
- Lipophrys pholis
- Liza aurata
- Liza ramada
- Lophius budegassa
- Lophius piscatorius
- Lota lota

## M
- Melanogrammus aeglefinus
- Merlangius merlangus
- Merluccius merluccius
- Micrenophrys lilljeborgii
- Micropogonias undulatus
- Micropterus dolomieu
- Micropterus salmoides
- Microstomus kitt
- Misgurnus fossilis
- Molva dypterygia
- Molva molva
- Mullus barbatus barbatus
- Mullus surmuletus
- Mustelus asterias
- Mustelus mustelus
- Myliobatis aquila
- Myoxocephalus scorpius
- Myxine glutinosa

## N
- Nerophis lumbriciformis
- Nerophis ophidion

## O
- Oncorhynchus kisutch
- Oncorhynchus mykiss
- Oreochromis niloticus niloticus
- Osmerus eperlanus

## P
- Pagellus acarne
- Pagellus bogaraveo
- Parablennius gattorugine
- Perca fluviatilis
- Petromyzon marinus
- Pholis gunnellus
- Phoxinus phoxinus
- Pimephales promelas
- Platichthys flesus
- Pleuronectes platessa
- Pollachius pollachius
- Pollachius virens
- Pomatoschistus lozanoi
- Pomatoschistus minutus
- Pomatoschistus pictus
- Psetta maxima
- Pseudorasbora parva
- Pungitius pungitius

## R
- Raja brachyura
- Raja clavata
- Raja montagui
- Raniceps raninus
- Rhodeus amarus
- Rhodeus sericeus
- Rutilus rutilus

## S
- Salmo salar
- Salmo trutta fario
- Salmo trutta trutta
- Salvelinus alpinus alpinus
- Salvelinus fontinalis
- Sander lucioperca
- Sarda sarda
- Sardina pilchardus
- Scardinius erythrophthalmus
- Scomber scombrus
- Scomberesox saurus saurus
- Scophthalmus rhombus
- Scyliorhinus canicula
- Scyliorhinus stellaris
- Solea solea
- Somniosus microcephalus
- Spinachia spinachia
- Spondyliosoma cantharus
- Sprattus sprattus
- Squalius cephalus
- Squalus acanthias
- Squatina squatina
- Symphodus bailloni
- Symphodus melops
- Syngnathus acus
- Syngnathus rostellatus
- Syngnathus typhle

## T
- Taurulus bubalis
- Thunnus thynnus
- Thymallus thymallus
- Tinca tinca
- Trachinotus ovatus
- Trachinus draco
- Trachurus trachurus
- Trigloporus lastoviza
- Trisopterus esmarkii
- Trisopterus luscus
- Trisopterus minutus

## U
- Umbra pygmaea

## Z
- Zeugopterus punctatus
- Zeus faber
- Zoarces viviparus[1]